# Эстония на летних Олимпийских играх 1920
Эстония принимала участие в Летних Олимпийских играх 1920 года в Антверпене (Бельгия) в первый раз за свою историю, и завоевала одну золотую, две серебряные медали. Сборная страны состояла из 14 спортсменов (все — мужчины).

## Медалисты
| Медаль  | Спортсмен       | Вид спорта       | Дисциплина          |
| ------- | --------------- | ---------------- | ------------------- |
| Золото  | Альфред Неуланд | Тяжёлая атлетика | Мужчины, до 67,5 кг |
| Серебро | Альфред Шмидт   | Тяжёлая атлетика | Мужчины, до 60 кг   |
| Серебро | Юри Лоосман     | Лёгкая атлетика  | Мужчины, марафон    |